# باشگاه فوتبال هاپوئل یهود
باشگاه فوتبال هاپوئل یهود یک باشگاه فوتبال در شهر یهود کشور اسرائیل است. این باشگاه که در سال ۱۹۵۰ تأسیس شده در سال ۱۹۹۸ منحل شد. این باشگاه در سال ۱۹۸۲ قهرمان جام حذفی فوتبال اسرائیل شد.